# Lajes do Pico
Lajes do Pico – miasto i gmina (port. concelho) na Azorach (region autonomiczny Portugalii), na wyspie Pico. Według danych szacunkowych na rok 2011 liczy 4711 mieszkańców. W przeszłości głównym źródłem utrzymania ludności było wielorybnictwo. Obecnie, ze względu na położenie w pobliżu tras wędrówek waleni Lajes do Pico jest uważane za jedno z najlepszych na świecie miejsc do obserwacji wielorybów.

## Podział administracyjny
Gmina ta dzieli się na 6 sołectw (ludność wg stanu na 2011 r.)
- Lajes do Pico - 1802 osoby
- Ribeiras - 925 osób
- Piedade - 844 osoby
- São João - 423 osoby
- Ribeirinha - 374 osoby
- Calheta de Nesquim - 343 osoby